# (524460) 2002 GF32
(524460) 2002 GF32 est un objet transneptunien. 

## Caractéristiques
(524460) 2002 GF32 mesure environ 319 km de diamètre, ce qui pourrait le qualifier comme un candidat au statut de planète naine.